# Baszkuj
Baszkuj (arab. باشكوي) – miejscowość w Syrii, w muhafazie Aleppo. W 2004 roku liczyła 1448 mieszkańców.